# Taranetzella lyoderma
Taranetzella lyoderma és una espècie de peix de la família dels zoàrcids i de l'ordre dels perciformes.
Poden assolir 15,8 cm de longitud total. És un peix marí i d'aigües profundes que viu entre 500-3.000 m de fondària. Es troba des del Japó fins a Mèxic.
És inofensiu per als humans.